# Manon Bollegraf
Manon Maria Bollegraf ('s-Hertogenbosch, Països Baixos, 10 d'abril de 1964) és una tennista professional neerlandesa retirada. En el seu palmarès destaquen la final de dobles femenins en el Torneig de Wimbledon (1997) i quatre títols de Grand Slam en dobles mixtos. També fou quarta classificada en els Jocs Olímpics d'Atlanta 1996 en la prova de dobles femenins.

## Torneigs de Grand Slam

### Dobles: 1 (0−1)
| Resultat  | Núm. | Any  | Torneig   | Parella       | Oponents en la final           | Marcador    |
| --------- | ---- | ---- | --------- | ------------- | ------------------------------ | ----------- |
| Finalista | 1.   | 1997 | Wimbledon | Nicole Arendt | Gigi Fernández Natasha Zvereva | 6−7(4), 4−6 |

### Dobles mixtos: 6 (4−2)
| Resultat   | Núm. | Any  | Torneig          | Parella     | Oponents en la final                           | Marcador         |
| ---------- | ---- | ---- | ---------------- | ----------- | ---------------------------------------------- | ---------------- |
| Guanyadora | 1.   | 1989 | Roland Garros    | Tom Nijssen | Arantxa Sánchez Vicario Horacio de la Peña     | 6−3, 6−7(3), 6−2 |
| Guanyadora | 2.   | 1991 | US Open          | Tom Nijssen | Arantxa Sánchez Vicario Emilio Sánchez Vicario | 6−2, 7−6(2)      |
| Finalista  | 1.   | 1993 | Wimbledon        | Tom Nijssen | Martina Navrátilová Mark Woodforde             | 3−6, 4−6         |
| Finalista  | 2.   | 1996 | US Open          | Rick Leach  | Lisa Raymond Patrick Galbraith                 | 6−7(6), 6−7(4)   |
| Guanyadora | 3.   | 1997 | Open d'Austràlia | Rick Leach  | Larisa Neiland John-Laffnie de Jager           | 6−3, 6−7(5), 7−5 |
| Guanyadora | 4.   | 1997 | US Open (2)      | Rick Leach  | Mercedes Paz Pablo Albano                      | 3−6, 7−5, 7−6(3) |

## Palmarès: 31 (1−26−4)

### Individual: 3 (1−2)
| Llegenda                     |
| ---------------------------- |
| Grand Slam (0−0)             |
| WTA Tour Championships (0−0) |
| Tier I (0−0)                 |
| Tier II (0−0)                |
| Tier III (0−0)               |
| Tier IV (0−3)                |
| Tier V (0−0)                 |

| Títols per superfície |
| --------------------- |
| Dura (1−1)            |
| Gespa (0−0)           |
| Terra batuda (0−0)    |
| Moqueta (0−1)         |

| Resultat   | Núm. | Data                 | Torneig                     | Superfície | Oponent en la final | Marcador |
| ---------- | ---- | -------------------- | --------------------------- | ---------- | ------------------- | -------- |
| Guanyadora | 1.   | 5 de març de 1989    | Oklahoma City, Estats Units | Dura (i)   | Leila Meskhi        | 6−4, 6−4 |
| Finalista  | 1.   | 25 de febrer de 1990 | Oklahoma City               | Dura (i)   | Amy Frazier         | 4−6, 2−6 |
| Finalista  | 2.   | 17 de febrer de 1991 | Aurora, Estats Units        | Moqueta    | Lori McNeil         | 3−6, 4−6 |

### Dobles: 55 (26−29)
| Llegenda                     |
| ---------------------------- |
| Grand Slam (0−1)             |
| WTA Tour Championships (0−1) |
| Tier I (5−4)                 |
| Tier II (7−12)               |
| Tier III (5−3)               |
| Tier IV (7−5)                |
| Tier V (0−0)                 |
| Virginia Slims (2−3)         |

| Títols per superfície |
| --------------------- |
| Dura (7−10)           |
| Gespa (1−1)           |
| Terra batuda (10−9)   |
| Moqueta (8−9)         |

| Resultat   | Núm. | Data                   | Torneig                                         | Superfície   | Parella             | Oponents en la final                    | Marcador            |
| ---------- | ---- | ---------------------- | ----------------------------------------------- | ------------ | ------------------- | --------------------------------------- | ------------------- |
| Finalista  | 1.   | 8 de desembre de 1986  | Buenos Aires, Argentina                         | Terra batuda | N. Muns-Jagerman    | Lori McNeil Mercedes Paz                | 1−6, 6−2, 1−6       |
| Guanyadora | 1.   | 16 de maig de 1988     | Estrasburg, França                              | Terra batuda | Nicole Bradtke      | Jenny Byrne Janine Thompson             | 7−5, 6−7(11), 6−3   |
| Guanyadora | 2.   | 26 de febrer de 1989   | Wichita, Estats Units                           | Dura (i)     | Lise Gregory        | Sandy Collins Leila Meskhi              | 6−2, 7−6(5), 6−3    |
| Finalista  | 2.   | 14 de maig de 1989     | Roma, Itàlia                                    | Terra batuda | Mercedes Paz        | Elizabeth Smylie Janine Thompson        | 4−6, 3−6            |
| Guanyadora | 3.   | 23 de juliol de 1989   | Brussel·les, Bèlgica                            | Terra batuda | Mercedes Paz        | Carin Bakkum Simone Schilder            | 6−1, 6−2            |
| Guanyadora | 4.   | 22 d'octubre de 1989   | Baiona, França                                  | Dura (i)     | Catherine Tanvier   | Elna Reinach Raffaella Reggi            | 7−6(3), 7−5         |
| Guanyadora | 5.   | 12 de novembre de 1989 | Nashville, Estats Units                         | Dura (i)     | Meredith McGrath    | Natalia Medvedeva Leila Meskhi          | 1−6, 7−6(5), 7−6(4) |
| Guanyadora | 6.   | 11 de febrer de 1990   | Wichita (2)                                     | Dura (i)     | Meredith McGrath    | Mary-Lou Daniels Wendy White            | 6−0, 6−2            |
| Finalista  | 3.   | 25 de febrer de 1990   | Oklahoma City, Estats Units                     | Dura (i)     | Lise Gregory        | Mary-Lou Daniels Wendy White            | 5−7, 2−6            |
| Finalista  | 4.   | 16 de setembre de 1990 | Orlando, Estats Units                           | Moqueta      | Meredith McGrath    | Larisa Neiland Natalia Zvereva          | 4−6, 1−6            |
| Finalista  | 5.   | 30 de setembre de 1990 | Leipzig, Alemanya                               | Moqueta      | Jo Durie            | Lise Gregory Gretchen Magers            | 2−6, 6−4, 3−6       |
| Guanyadora | 7.   | 14 d'octubre de 1990   | Zuric, Suïssa                                   | Moqueta      | Eva Pfaff           | Catherine Suire Dianne Van Rensburg     | 7−5, 6−4            |
| Finalista  | 6.   | 26 de maig de 1991     | Estrasburg                                      | Terra batuda | Mercedes Paz        | Lori McNeil Stephanie Rehe              | 7−6(2), 4−6, 4−6    |
| Guanyadora | 8.   | 6 d'octubre de 1991    | Leipzig                                         | Moqueta      | Isabelle Demongeot  | Jill Hetherington Kathy Rinaldi-Stunkel | 6−4, 6−3            |
| Finalista  | 7.   | 5 de gener de 1992     | Brisbane, Austràlia                             | Dura         | Nicole Bradtke      | Jana Novotná Larisa Neiland             | 4−6, 3−6            |
| Finalista  | 8.   | 23 de febrer de 1992   | Oklahoma City (2)                               | Dura (i)     | Katrina Adams       | Lori McNeil Nicole Bradtke              | 6−3, 4−6, 6−7(6)    |
| Finalista  | 9.   | 3 de maig de 1992      | Hamburg, Alemanya                               | Terra batuda | A. Sánchez Vicario  | Steffi Graf Rennae Stubbs               | 6−4, 3−6, 4−6       |
| Guanyadora | 9.   | 10 de maig de 1992     | Waregem, Bèlgica                                | Terra batuda | Caroline Vis        | Elena Brioukhovets Petra Langrová       | 6−4, 6−3            |
| Finalista  | 10.  | 21 de febrer de 1993   | Oklahoma City (3)                               | Dura (i)     | Katrina Adams       | Patty Fendick Zina Garrison             | 3−6, 2−6            |
| Guanyadora | 10.  | 28 de març de 1993     | Houston, Estats Units                           | Terra batuda | Katrina Adams       | Eugenia Maniokova Radomira Zrubáková    | 6−3, 5−7, 7−6(7)    |
| Finalista  | 11.  | 4 d'abril de 1993      | Hilton Head, Estats Units                       | Terra batuda | Katrina Adams       | Gigi Fernández Natalia Zvereva          | 3−6, 1−6            |
| Guanyadora | 11.  | 7 de novembre de 1993  | Quebec, Canadà                                  | Dura (i)     | Katrina Adams       | Katerina Maleeva Nathalie Tauziat       | 6−4, 6−4            |
| Guanyadora | 12.  | 14 de novembre de 1993 | Filadèlfia, Estats Units                        | Moqueta      | Katrina Adams       | Conchita Martínez Larisa Neiland        | 6−2, 4−6, 7−6(7)    |
| Finalista  | 12.  | 31 de gener de 1994    | Tòquio, Japó                                    | Moqueta      | Martina Navrátilová | Pam Shriver Elizabeth Smylie            | 3−6, 6−3, 6−7(3)    |
| Finalista  | 13.  | 13 de febrer de 1994   | Chicago, Estats Units                           | Moqueta      | Martina Navrátilová | Gigi Fernández Natalia Zvereva          | 3−6, 6−3, 4−6       |
| Finalista  | 14.  | 20 de febrer de 1994   | Oklahoma City (4)                               | Dura (i)     | Katrina Adams       | Patty Fendick Meredith McGrath          | 6−7(3), 2−6         |
| Finalista  | 15.  | 27 de febrer de 1994   | Indian Wells, Estats Units                      | Dura         | Helena Suková       | Lindsay Davenport Lisa Raymond          | 2−6, 4−6            |
| Finalista  | 16.  | 6 de març de 1994      | Delray Beach, Estats Units                      | Dura         | Helena Suková       | Jana Novotná A. Sánchez Vicario         | 2−6, 0−6            |
| Guanyadora | 13.  | 27 de març de 1994     | Houston (2)                                     | Terra batuda | Martina Navrátilová | Katrina Adams Zina Garrison             | 6−4, 6−2            |
| Finalista  | 17.  | 2 d'octubre de 1994    | Leipzig (2)                                     | Moqueta      | Larisa Neiland      | Patty Fendick Meredith McGrath          | 4−6, 4−6            |
| Guanyadora | 14.  | 9 d'octubre de 1994    | Zuric (2)                                       | Moqueta      | Martina Navrátilová | Patty Fendick Meredith McGrath          | 7−6(3), 6−1         |
| Finalista  | 18.  | 16 d'octubre de 1994   | Filderstadt, Alemanya                           | Moqueta      | Larisa Neiland      | Gigi Fernández Natalia Zvereva          | 6−7(5), 4−6         |
| Guanyadora | 15.  | 23 d'octubre de 1994   | Brighton, Regne Unit                            | Moqueta      | Larisa Neiland      | Mary Joe Fernández Jana Novotná         | 4−6, 6−2, 6−3       |
| Finalista  | 19.  | 14 de gener de 1995    | Hobart, Austràlia                               | Dura         | Larisa Neiland      | Kyoko Nagatsuka Ai Sugiyama             | 6−2, 4−6, 2−6       |
| Finalista  | 20.  | 15 de febrer de 1995   | París, França                                   | Moqueta      | Rennae Stubbs       | Meredith McGrath Larisa Neiland         | 4−6, 1−6            |
| Guanyadora | 16.  | 2 d'abril de 1995      | Hilton Head                                     | Terra batuda | Nicole Arendt       | Gigi Fernández Natalia Zvereva          | 0−6, 6−3, 6−4       |
| Finalista  | 21.  | 9 d'abril de 1995      | Amelia Island, Estats Units                     | Terra batuda | Nicole Arendt       | Amanda Coetzer Inés Gorrochategui       | 2−6, 6−3, 2−6       |
| Guanyadora | 17.  | 16 d'abril de 1995     | Houston (3)                                     | Terra batuda | Nicole Arendt       | Wiltrud Probst Rene Simpson             | 6−4, 6−2            |
| Finalista  | 22.  | 22 de maig de 1995     | WTA Doubles Championships, Edimburg, Regne Unit | Terra batuda | Rennae Stubbs       | Meredith McGrath Larisa Neiland         | 6−2, 7−6(2)         |
| Guanyadora | 18.  | 18 de juny de 1995     | Birmingham, Regne Unit                          | Gespa        | Rennae Stubbs       | Nicole Bradtke Kristine Kunce           | 3−6, 6−4, 6−4       |
| Guanyadora | 19.  | 8 d'octubre de 1995    | Zuric (2)                                       | Moqueta      | Nicole Arendt       | Chanda Rubin Caroline Vis               | 6−4, 6−7(4), 6−4    |
| Guanyadora | 20.  | 5 de novembre de 1996  | Quebec (2)                                      | Dura (i)     | Nicole Arendt       | Lisa Raymond Rennae Stubbs              | 7−6(6), 4−6, 6−2    |
| Guanyadora | 21.  | 3 de març de 1996      | Linz, Àustria                                   | Moqueta      | Meredith McGrath    | Rennae Stubbs Helena Suková             | 6−4, 6−4            |
| Guanyadora | 22.  | 20 de maig de 1996     | WTA Doubles Championships                       | Terra batuda | Nicole Arendt       | Gigi Fernández Natalia Zvereva          | 6−3, 2−6, 7−6(6)    |
| Guanyadora | 23.  | 23 de febrer de 1997   | Hanover, Alemanya                               | Moqueta      | Nicole Arendt       | Larisa Neiland B. Schultz-McCarthy      | 4−6, 6−3, 7−6(4)    |
| Finalista  | 23.  | 13 d'abril de 1997     | Amelia Island (2)                               | Terra batuda | Nicole Arendt       | Lindsay Davenport Jana Novotná          | 3−6, 0−6            |
| Guanyadora | 24.  | 11 de maig de 1997     | Roma                                            | Terra batuda | Nicole Arendt       | Conchita Martínez Patricia Tarabini     | 6−2, 6−4            |
| Guanyadora | 25.  | 21 de maig de 1997     | WTA Doubles Championships, Edimburg             | Terra batuda | Nicole Arendt       | Rachel McQuillan Nana Miyagi            | 6−1, 3−6, 7−5       |
| Finalista  | 24.  | 6 de juliol de 1997    | Wimbledon, Regne Unit                           | Gespa        | Nicole Arendt       | Gigi Fernández Natalia Zvereva          | 6−7(4), 4−6         |
| Finalista  | 25.  | 17 d'agost de 1997     | Toronto, Canadà                                 | Dura         | Nicole Arendt       | Yayuk Basuki Caroline Vis               | 6−3, 5−7, 4−6       |
| Guanyadora | 26.  | 24 d'agost de 1997     | Stone Mountain, Estats Units                    | Dura         | Nicole Arendt       | Alexandra Fusai Nathalie Tauziat        | 6−7(5), 6−3, 6−2    |
| Finalista  | 26.  | 8 de novembre de 1998  | Leipzig (3)                                     | Moqueta      | Irina Spîrlea       | Elena Likhovtseva Ai Sugiyama           | 3−6, 7−6(2), 1−6    |
| Finalista  | 27.  | 2 d'abril de 2000      | Miami, Estats Units                             | Dura         | Nicole Arendt       | Julie Halard-Decugis Ai Sugiyama        | 6−4, 5−7, 4−6       |
| Finalista  | 28.  | 7 de maig de 2000      | Hamburg (2)                                     | Terra batuda | Nicole Arendt       | Anna Kúrnikova Natalia Zvereva          | 7−6(5), 2−6, 4−6    |
| Finalista  | 29.  | 19 de novembre de 2000 | WTA Tour Championships, Nova York, Estats Units | Moqueta      | Nicole Arendt       | Martina Hingis Anna Kúrnikova           | 2−6, 3−6            |

### Dobles mixtos: 6 (4−2)
| Resultat   | Núm. | Data                | Torneig                     | Superfície   | Parella     | Oponents en la final                           | Marcador         |
| ---------- | ---- | ------------------- | --------------------------- | ------------ | ----------- | ---------------------------------------------- | ---------------- |
| Guanyadora | 1.   | 29 de maig de 1989  | Roland Garros, França       | Terra batuda | Tom Nijssen | Arantxa Sánchez Vicario Horacio de la Peña     | 6−3, 6−7(3), 6−2 |
| Guanyadora | 2.   | 26 d'agost de 1991  | US Open, Estats Units       | Dura         | Tom Nijssen | Arantxa Sánchez Vicario Emilio Sánchez Vicario | 6−2, 7−6(2)      |
| Finalista  | 1.   | 21 de juny de 1993  | Wimbledon, Regne Unit       | Gespa        | Tom Nijssen | Martina Navrátilová Mark Woodforde             | 3−6, 4−6         |
| Finalista  | 2.   | 26 d'agost de 1996  | US Open                     | Dura         | Rick Leach  | Lisa Raymond Patrick Galbraith                 | 6−7(6), 6−7(4)   |
| Guanyadora | 3.   | 13 de gener de 1997 | Open d'Austràlia, Austràlia | Dura         | Rick Leach  | Larisa Neiland John-Laffnie de Jager           | 6−3, 6−7(5), 7−5 |
| Guanyadora | 4.   | 25 d'agost de 1997  | US Open (2)                 | Dura         | Rick Leach  | Mercedes Paz Pablo Albano                      | 3−6, 7−5, 7−6(3) |

### Equips: 1 (0−1)
| Resultat  | Núm. | Data                  | Torneig                                         | Superfície  | Equip                                               | Oponents                                                     | Marcador |
| --------- | ---- | --------------------- | ----------------------------------------------- | ----------- | --------------------------------------------------- | ------------------------------------------------------------ | -------- |
| Finalista | 1.   | 4–5 d'octubre de 1997 | Copa Federació, 's-Hertogenbosch, Països Baixos | Moqueta (i) | Miriam Oremans Brenda Schultz-McCarthy Caroline Vis | Alexandra Fusai Mary Pierce Nathalie Tauziat Sandrine Testud | 1−4      |

## Trajectòria en Grand Slams

### Individual
| Open d'Austràlia | 2R  | 2R  | 3R | 2R | 1R | 1R | 1R  | 1R  | 2R  | 0 / 9     | 6 − 9     |
| Roland Garros | 2R  | 1R  | 3R | 1R | 1R | QF | 1R  | 1R  | A   | 0 / 8     | 7 − 8     |
| Wimbledon | A   | 2R  | 1R | 1R | 3R | 2R | 1R  | 1R  | A   | 0 / 7     | 4 − 7     |
| US Open | A   | 2R  | 2R | 2R | 1R | A  | 1R  | 1R  | 2R  | 0 / 7     | 4 − 7     |
| Rànquing a final d'any | 115 | 119 | 38 | 32 | 49 | 44 | 161 | 109 | 158 | 161 – 165 | 161 – 165 |
| Llegenda: G: Guanyadora; F: Finalista; SF: Semifinalista; QF: Quarts de final; Q: Qualificació; A: Absent; RR: Round Robin |     |     |    |    |    |    |     |     |     |           |           |

### Dobles
| Open d'Austràlia | 1R | QF | 2R          | 2R          | QF          | QF | 3R          | QF          | SF          | SF | QF          | QF          | QF          | A  | 0 / 8     | 31 − 13   |
| Roland Garros | 1R | 2R | 2R          | 3R          | 3R          | QF | QF          | 3R          | 3R          | QF | QF          | 3R          | 2R          | 3R | 0 / 14    | 27 − 14   |
| Wimbledon | 2R | 3R | 3R          | 1R          | QF          | 3R | 1R          | SF          | 3R          | 3R | F           | 3R          | QF          | 2R | 0 / 14    | 28 − 14   |
| US Open | A  | 1R | 2R          | 3R          | QF          | A  | 3R          | QF          | 2R          | QF | SF          | 2R          | QF          | 1R | 0 / 12    | 23 − 12   |
| Jocs Olímpics | NC | A  | No celebrat | No celebrat | No celebrat | A  | No celebrat | No celebrat | No celebrat | 4a | No celebrat | No celebrat | No celebrat | A  | 0 / 1     | 4 − 2     |
| Rànquing a final d'any | 90 | 44 | 21          | 24          | 23          | 19 | 18          | 9           | 8           | 15 | 7           | 18          | 33          | 17 | 495 – 247 | 495 – 247 |
| Llegenda: G: Guanyadora; F: Finalista; SF: Semifinalista; QF: Quarts de final; Q: Qualificació; A: Absent; RR: Round Robin |    |    |             |             |             |    |             |             |             |    |             |             |             |    |           |           |